# 29 Brygada Artylerii Haubic
29 Brygada Artylerii Haubic (29 BAH) – związek taktyczny artylerii Wojska Polskiego.
Brygada została sformowana wiosną 1951, w miejscowości Szlaga, na bazie 70 pułku artylerii haubic, w ramach planu przyśpieszonego rozwoju WP na lata 1951-1953. Brygada wchodziła w skład 8 Dywizji Artylerii Przełamania z Orzysza.

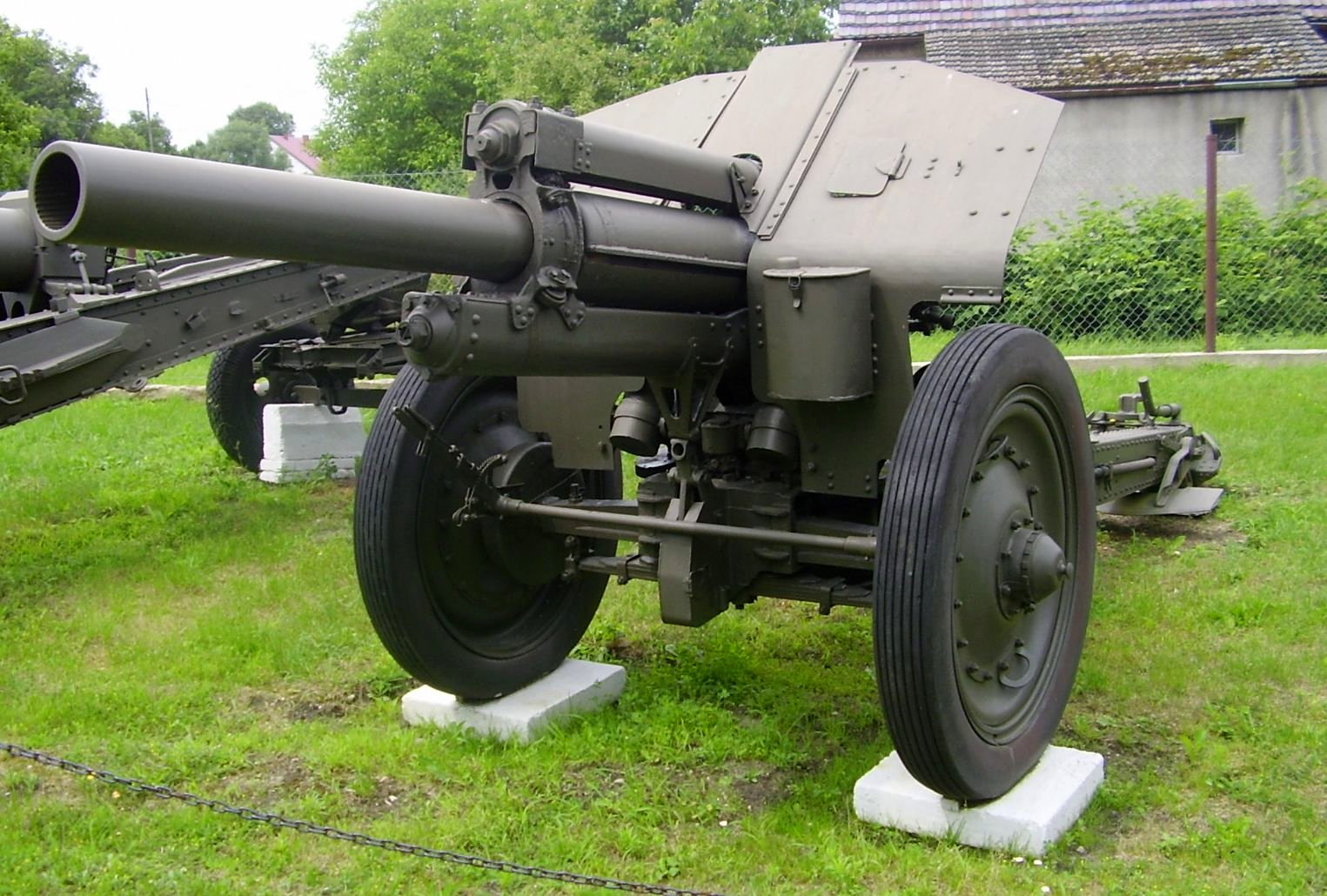
122 mm haubica wz. 1938 (M-30)

## Struktura organizacyjna
- Dowództwo 29 Brygady Artylerii Haubic w m. Szlaga[2], według etatu Nr 4/61
- 70 pułk artylerii haubic w m. Szlaga, według etatu Nr 4/62
- 127 pułk artylerii haubic w m. Szlaga, według etatu Nr 4/62
- 131 pułk artylerii haubic w m. Szlaga, według etatu Nr 4/62

4 grudnia 1952 dowództwo brygady przeformowane zostało na etat Nr 4/84, a podległe mu pułki na etat Nr 4/85 i skadrowane.

## Dowódcy
- ppłk Tadeusz Tuczapski (1951-1952)